# Mundos Opuestos
Albums de Ha*Ash
Ha*Ash
(2003) Habitación Doble
(2008)
Singles
1. Amor a medias
Sortie : 8 juin 2005
2. Me entrego a ti
Sortie : 27 novembre 2005
3. ¿Qué hago yo?
Sortie : 6 mars 2006
4. Tu mirada en mi (USA)
Sortie : 22 avril 2006

Mundos Opuestos est le 2e album album studio du groupe américain Ha*Ash, sorti le  27 septembre 2005. Cet album est depuis septembre 2005,  Platine +  Or.

## Liste des chansons

### Édition Standard[2]
| No  | Titre                                         | Auteur                                                   | Durée |
| --- | --------------------------------------------- | -------------------------------------------------------- | ----- |
| 1.  | Si tú quieres ser                             | Ashley Grace, Hanna Nicole, Áureo Baqueiro               | 3:54  |
| 2.  | Amor a medias                                 | Áureo Baqueiro, Salvador Rizo                            | 4:13  |
| 3.  | Tu mirada en mí                               | Ashley Grace, Hanna Nicole, Áureo Baqueiro, Gian Marco   | 3:44  |
| 4.  | Ya no (feat. Kalimba)                         | Áureo Baqueiro                                           | 3:40  |
| 5.  | Me entrego a ti                               | Soraya                                                   | 3:45  |
| 6.  | No te puedo enamorar                          | Ashley Grace, Hanna Nicole, Áureo Baqueiro, Carla Garcia | 4:15  |
| 7.  | Aléjate de mi hermana                         | Áureo Baqueiro , Salvador Rizo                           | 4:03  |
| 8.  | Quédate conmigo                               | Áureo Baqueiro, Fernando Gonzalez                        | 4:20  |
| 9.  | Más perfecta que normal                       | Marti Dodson, Rebecca Lynn Howard, Tom Shapiro           | 3:01  |
| 10. | Vaquera (I Want to Be a Cowboy's Sweet Heart) | Patsy Montana                                            | 2:42  |
| 11. | Pobre diabla                                  | Claudia Brant, America Jimenez                           | 3:58  |
| 12. | ¿Qué hago yo?                                 | Soraya                                                   | 3:26  |

### Édition Deluxe[3],[4]
| No  | Titre                                         | Auteur                                                   | Durée |
| --- | --------------------------------------------- | -------------------------------------------------------- | ----- |
| 1.  | Si tú quieres ser                             | Ashley Grace, Hanna Nicole, Áureo Baqueiro               | 3:54  |
| 2.  | Amor a medias                                 | Áureo Baqueiro, Salvador Rizo                            | 4:13  |
| 3.  | Tu mirada en mí                               | Ashley Grace, Hanna Nicole, Áureo Baqueiro, Gian Marco   | 3:44  |
| 4.  | Ya no (feat. Kalimba)                         | Áureo Baqueiro                                           | 3:40  |
| 5.  | Me entrego a ti                               | Soraya                                                   | 3:45  |
| 6.  | No te puedo enamorar                          | Ashley Grace, Hanna Nicole, Áureo Baqueiro, Carla Garcia | 4:15  |
| 7.  | Aléjate de mi hermana                         | Áureo Baqueiro , Salvador Rizo                           | 4:03  |
| 8.  | Quédate conmigo                               | Áureo Baqueiro, Fernando Gonzalez                        | 4:20  |
| 9.  | Más perfecta que normal                       | Marti Dodson, Rebecca Lynn Howard, Tom Shapiro           | 3:01  |
| 10. | Vaquera (I Want to Be a Cowboy's Sweet Heart) | Patsy Montana                                            | 2:42  |
| 11. | Pobre diabla                                  | Claudia Brant, America Jimenez                           | 3:58  |
| 12. | ¿Qué hago yo?                                 | Soraya                                                   | 3:26  |
| 13. | Código Postal                                 | Carlos de Yarza, Carlos Ponce                            | 3:05  |

## Charts et Certifications

### Classements
| Classement (2005)  | Position |
| ------------------ | -------- |
| Mexique (Amprofon) | 8        |

### Certifications et ventes
| Pays    | Certification | Ventes  |
| ------- | ------------- | ------- |
| Mexique | Or            | 50 000  |
| Mexique | Platine       | 100 000 |
| Mexique | Or + Platine  | 150 000 |

## notes et références
1. 1 2 3 4  « AMPROFON », sur amprofon.com.mx (consulté le 23 avril 2019)
2. ↑  « Ha*Ash - Mundos Opuestos », sur Discogs (consulté le 24 mai 2019)
3. ↑  (es-MX) Mundos Opuestos (Edición Especial) de Ha-Ash (lire en ligne)
4. ↑  « Ha*Ash - Mundos Opuestos (Edición Especial) », sur Discogs (consulté le 24 mai 2019)
5. ↑  « Wayback Machine », sur www.amprofon.com.mx:80, 15 février 2010 (version du 15 février 2010 sur Internet Archive)